# Église San Biagio Maggiore
L'église San Biaggio Maggiore (Saint-Blaise-Majeur) est une petite église du cœur historique de Naples, située au croisement de la via San Biagio dei Libri et de la via San Gregorio Armeno. Elle est dédiée à saint Blaise, objet d'une grande dévotion populaire à partir du haut Moyen Âge après que son culte fut répandu par les moniales arméniennes réfugiées à Naples au VIIIe siècle pendant les luttes iconoclastes de Byzance et qui avaient emmené avec elles des reliques du saint. 

## Histoire et description

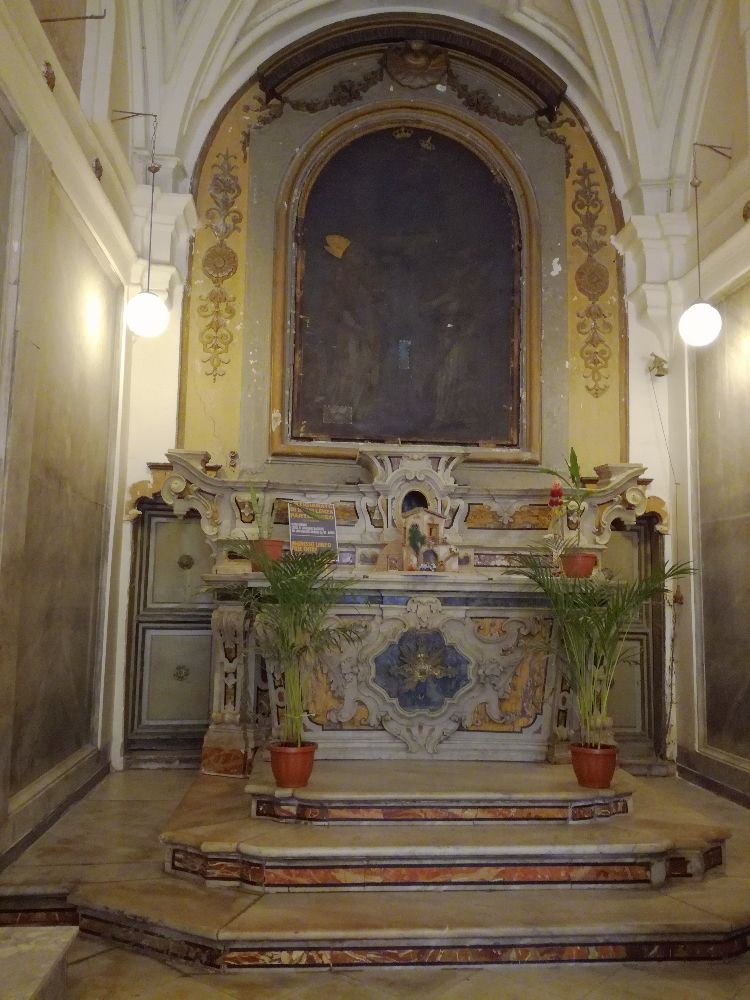
L'autel polychrome avec un tableau d'un peintre maniériste inconnu du XVIe siècle.

L'église est contiguë à l'église San Gennaro all'Olmo et confine au palazzo Marigliano, construit en 1512-1513 par Giovanni Donadio. Elle a été fondée en 1631 par le cardinal Boncompagni, remplaçant l'antique chapelle Saint-Blaise fondée au VIIIe siècle et reconstruite à l'époque gothique. Cette nouvelle église est reliée à la sacristie de San Gennaro. On y accède par un portail de piperno du XVIIe siècle.
La rue, qui prit le nom de l'église, était surtout occupée par des libraires. Ceux-ci avait à cœur d'entretenir l'église, comme ils l'avaient fait avec l'ancienne depuis 1543. Le médecin Marco Aurelio Severino (mort en 1656), qui soigna les pestiférés , est inhumé ici et Giambattista Vico y a été baptisé. Après des années de fermeture, ce témoin de l'histoire napolitaine a pu être restauré et a rouvert ses portes en 2007 grâce à la fondation Giambattista Vico.
L'édifice est de modestes dimensions et éclairé uniquement par la fenêtre de la façade; il possède des croisées gothiques et un mobilier intéressant comme le maître-autel monumental et un tableau d'autel maniériste du XVIe siècle représentant La Vierge en gloire avec saint Blaise et saint Nicolas. L'antique statue de saint Blaise a été transférée à l'église voisine Saints-Philippe-et-Jacques. L'église est désormais déconsacrée et la fondation Giambattista Vico y organise des manifestations culturelles.
Il existe deux autres églises de Naples consacrées à saint Blaise: l'église San Biagio dei Caserti et l'église San Biagio ai Taffettanari.

## Source de la traduction
- (it) Cet article est partiellement ou en totalité issu de l’article de Wikipédia en italien intitulé « Chiesa di San Biagio Maggiore » (voir la liste des auteurs).